# Ѓ
Ѓ, ѓ (ге, джъе, чже, Г с акутом) — шестая буква македонского кириллического алфавита, обозначает звонкий палатальный взрывной согласный [ɟ], а в некоторых диалектах также звонкую альвеольно-палатальную аффрикату [ʥ]. Часто употребляется в тех же случаях, когда в сербской письменности ставится буква Ђ, однако обычно имеет иное произношение.  Хотя буква является производной от кириллической буквы Г, в алфавите она стоит не рядом с Г, а после Д — то есть на месте сербской буквы Ђ.
Некоторые македонские слова с буквой Ѓ взгляду русскоязычного читателя кажутся очень странными, так как в русском языке на её месте часто присутствует д, ж или жд, а ничего похожего на г нет (меѓу — между, меѓи — межи, луѓе — люди, наоѓаат — находят, раѓање — рождение, паѓање — падение, ѓакон — дьякон и т. п.).